# Nousia
Nousia is een geslacht van haften (Ephemeroptera) uit de familie Leptophlebiidae.

## Soorten
Het geslacht Nousia omvat de volgende soorten:
- Nousia bella
- Nousia crena
- Nousia darkara
- Nousia delicata
- Nousia delicatula
- Nousia fuscula
- Nousia grandis
- Nousia maculata
- Nousia minor